# Псевдомалахіт

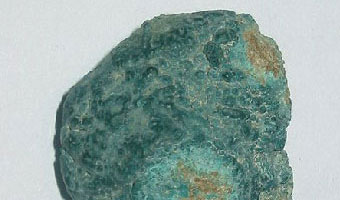
Псевдомалахіт

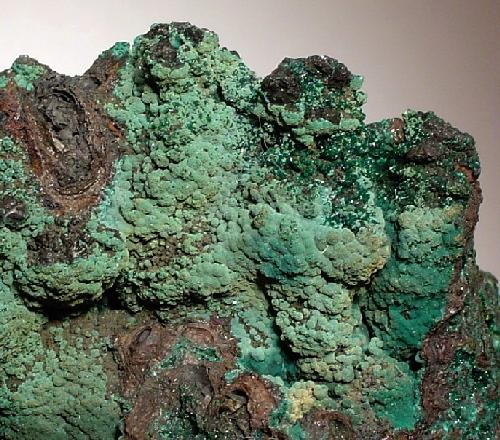
Псевдомалахіт

Псевдомалахіт (англ. pseudomalachite; нім. Pseudomalachit m) — мінерал, основний фосфат міді острівної будови.

## Загальний опис
Хімічна формула:
- 1. За Є. Лазаренком: Cu5(OH)4[PO4]2.
- 2. За «Fleischer's Glossary» (2004): Cu5[PO4]2(OH).

Склад у %: CuO — 70,8; P2O5 — 21,2; H2O — 8,0.
Сингонія моноклінна. Форми виділення: голчасті, ниркоподібні кристали й радіальново-локнисті агрегати.
Спайність досконала до недосконалої по (100).
Густина 4,1-4,3.
Твердість 5,0-5,5.
Колір темний смарагдово-зелений до голубувато-зеленого.
Риса зелена.
Блиск сильний шовковистий. Крихкий.
Злам раковистий.
Розчиняється в HCl.
Вторинний мінерал зони окиснення мідних родовищ.
Знайдений на Уралі (РФ), в графстві Корнуолл (Англія), в Боголо (Португалія), Гов і Галендорф (Баварія) — ФРН, в Лібетова (Словаччина) та ін.
Від псевдо… і назви мінералу малахіту (J.F.L.Hausmann, 1813).
Синоніми: діаспор мідний, празин, празин-хальцит, реніт, тромболіт, дигідрит, фосфорохальцит.